# Gadziogłówka pospolita
Gadziogłówka pospolita, gadziogłówka zwyczajna (Gomphus vulgatissimus) – gatunek ważki różnoskrzydłej z rodziny gadziogłówkowatych (Gomphidae). Występuje w Europie oraz w południowej części zachodniej Syberii. W Polsce jest spotykana na terenie całego kraju, głównie nad wodami płynącymi. 
Osiąga 4,5–5 cm długości, rozpiętość skrzydeł 6–7 cm. Skrzydła przejrzyste, czarno użyłkowane. Koniec odwłoku jest rozszerzony. Ubarwienie żółto-czarne u młodych osobników, u starszych czarno-zielone z przewagą czerni. Cechą odróżniającą od gadziogłówki żółtonogiej (Stylurus flavipes) są czarne nogi.
Imago pojawiają się od początku maja do końca lipca.